# Vlaanderen 2002 (wielerploeg)/1995
Deze pagina geeft een overzicht van de wielerploeg Vlaanderen 2002 in 1995.
| Naam                      | Geboortedatum | Nationaliteit | Ploeg 1994               |
| ------------------------- | ------------- | ------------- | ------------------------ |
| Franky de Buyst           | 22-07-1967    | België        |                          |
| Wim Feys                  | 16-12-1971    | België        |                          |
| Kris Gerits               | 27-09-1971    | België        |                          |
| Jan Nevens                | 26-08-1958    | België        |                          |
| Marc Patry                | 26-09-1969    | België        |                          |
| Peter Roes                | 04-05-1964    | België        |                          |
| Luc Roosen                | 17-09-1964    | België        | Lotto-Caloi              |
| Tom Steels                | 02-09-1971    | België        |                          |
| Erwin Thijs               | 06-08-1970    | België        | Collstrop-Willy Naessens |
| Gert van Brabant          | 17-07-1968    | België        |                          |
| Cedric Van Lommel         | 11-07-1972    | België        | Zetelhallen-Vosschemie   |
| Wim Vansevenant           | 23-12-1971    | België        | WordPerfect (Stagiair)   |
| Geert Verheyen            | 10-03-1973    | België        |                          |
| Johan Verstrepen          | 21-10-1967    | België        | Collstrop-Willy Naessens |
| Wim Vervoort              | 03-09-1969    | België        |                          |
| Stagiairs                 |               |               |                          |
| Mario Aerts (stagiair)    | 31-12-1974    | België        |                          |
| Nico Renders (stagiair)   | 11-08-1974    | België        |                          |
| Tom Stremersch (stagiair) | 29-05-1975    | België        |                          |

## Overwinningen
1 Mei Prijs Hoboken
Tom Steels
West-Virginia Mountain Classic
6e etappe: Tom Steels
GP Rik van Steenbergen
Tom Steels
Ronde van Nederland
5e etappe: Tom Steels
Nationale Sluitingsprijs
Tom Steels
1994 · 1995 · 1996 · 1997 · 1998 · 1999 · 2000 · 2001 · 2002 · 2003 · 2004 · 2005 · 2006 · 2007 · 2008 · 2009 · 2010 · 2011 · 2012 · 2013 · 2014 · 2015 · 2016 · 2017· 2018· 2019 · 2020 · 2021 · 2022 · 2023 · 2024 · 2025